# Lilla Ulvattnet, Värmland
Lilla Ulvattnet är en sjö i Årjängs kommun i Värmland och ingår i Göta älvs huvudavrinningsområde. Sjön är 5,5 meter djup, har en yta på 0,028 kvadratkilometer och är belägen 191 meter över havet.